# Breynia diversifolia
Breynia diversifolia är en emblikaväxtart som beskrevs av Lucien Beille. Breynia diversifolia ingår i släktet Breynia och familjen emblikaväxter. Inga underarter finns listade i Catalogue of Life.